# 東京ディズニーリゾート・チケットセンター
東京ディズニーリゾート・チケットセンター（とうきょうディズニーリゾート・チケットセンター）とは、東京ディズニーリゾートのパークチケット販売や情報提供を行っている施設である。2006年5月8日で営業を終了したが、2010年3月15日に再オープンした。2021年5月30日にクローズ。
ここでは日比谷で運営していた初代と、舞浜で運営している二代目をそれぞれ分けて説明する。

## 初代（日比谷）
1992年8月11日に、舞浜地区以外にある東京ディズニーランドの公式施設としては初めて、有楽町電気ビル1階に「東京ディズニーランド・チケットセンター」としてオープンした。その後、1999年5月19日、日比谷三井ビルディング（東京都千代田区有楽町）1階に移転した。当日のセレモニーには、ミッキーマウスやミニーマウスも駆けつけ、盛大に行なわれた。
この施設は、東京ディズニーリゾート・チケットの販売（前売券・当日券）をはじめ、東京ディズニーリゾートギフトカードの販売を行なっていた。また、「東京ディズニーリゾート・ガイド」やディズニーホテル等のパンフレットも置いてあり、リゾート外では唯一の貴重な情報提供の場所でもあった。
当初、唯一パーク以外の場所でパークチケット本券を購入できる施設（他の代理店では「観光券」として発券され、当日現地で本券と引き替えなければならない）として、連日多くの利用客が訪れていた。しかし、事業の拡大、通信システムの発展にともない、TDRを経営・運営するオリエンタルランド(OLC)の子会社「リテイルネットワークス」がディズニーから権利譲渡され、日本国内のディズニーストアの経営・運営をディズニーから引き継いだ事により、全国の店舗にてパークチケットの販売やリゾート情報の提供が可能になった事（一部店舗には専用のチケットカウンターを設置）、そして公式サイトでの情報提供・パークチケットのネット販売など、より広範なチャネルが構築され、チケットセンターは当初の目的を達したと判断されたことから、営業終了が決定された。

## 二代目（舞浜）
2010年3月15日に、従前は東京ディズニーリゾート・ウェルカムセンターで取り扱いをしていた、パークチケットの前売り業務と年間パスポートの発券業務を移管する形で、イクスピアリ1Fにチケットの取り扱いを専門に扱う施設が開設された。
基本業務は初代に準ずるが、初代がクローズして以降に東京ディズニーリゾートで開始された、シルク・ドゥ・ソレイユ シアター東京（2011年末閉鎖、現在の舞浜アンフィシアター）のチケット販売と、ファンダフル・ディズニーの入会手続きが出来る点が加わっている。
2011年3月11日から4月13日まで、東日本大震災の影響で休業したが4月14日から再開した。
2021年5月30日にクローズ。